# Liberty Osaka
Liberty Osaka (リバティおおさか) ou Musée des droits de l'homme d'Osaka (大阪人権博物館, Osaka jinken hakubutsukan) est un musée d'Osaka consacré aux droits de l'homme et à la lutte contre les discriminations. Ses collections permanentes concernent principalement les minorités discriminées au Japon: les Burakumin, les Ainus, les gens originaires d'Okinawa et les résidents coréens et chinois (zainichi), mais le musée comporte aussi des sections dédiées aux discriminations sexuelles, contre les homosexuels, les handicapés, les hibakushas et les lépreux.

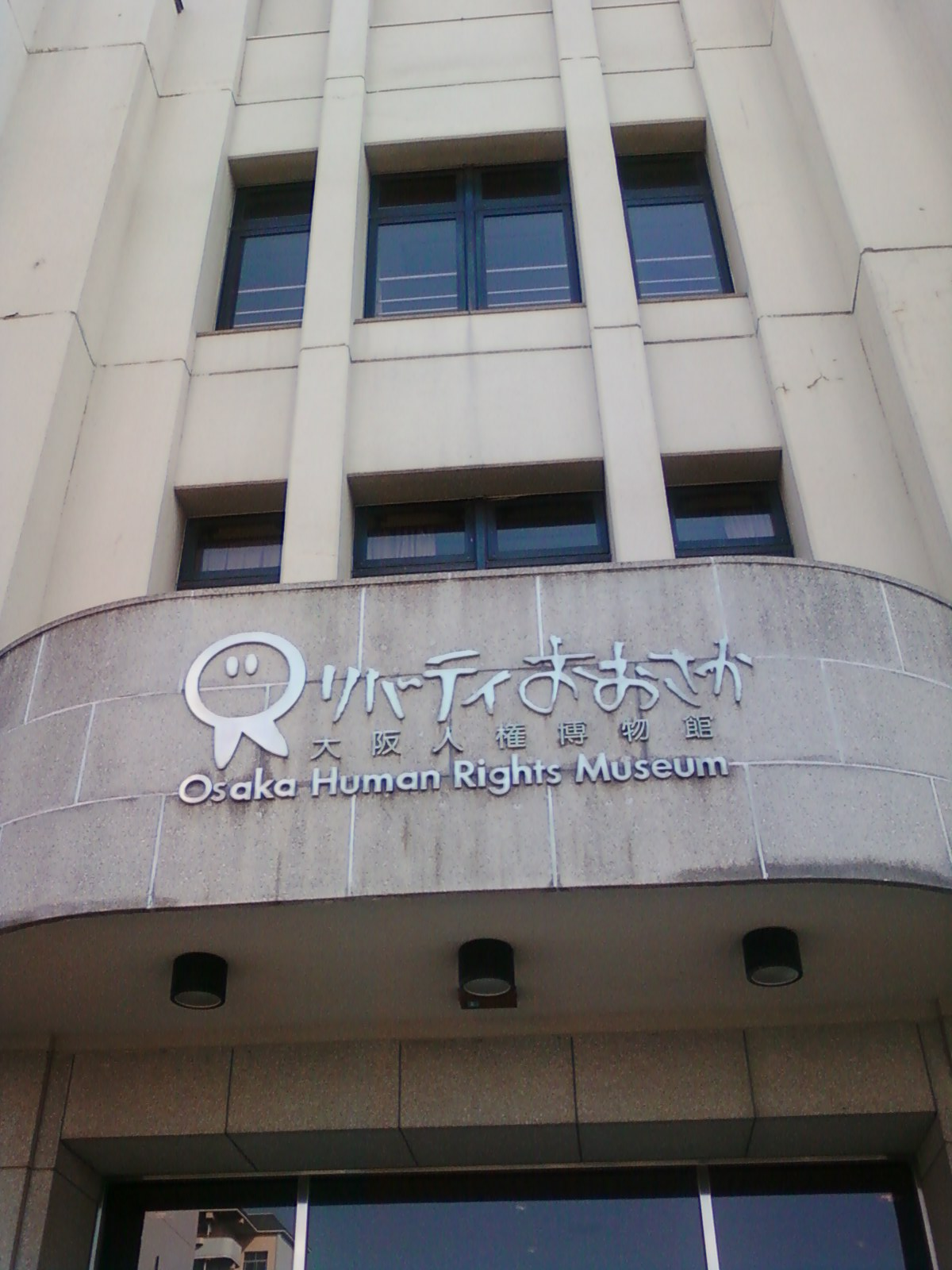
Entrée du Liberty Osaka

Le musée a été fondé en 1985 pour archiver l'histoire de la lutte pour le respect des droits de l'homme à Osaka. Il veille à présenter les minorités non comme des victimes, mais comme des communautés qui se sont prises en charge et défendues.
En 2008, le musée a été critiqué par Tōru Hashimoto pour être négatif et "ne pas donner rêves et espoir aux enfants". En 2013, le musée a perdu tout financement public. En février 2015, l'administration de la ville d'Osaka a entamé les procédures pour expulser le Musée du bâtiment qu'il occupe parce que le loyer n'est plus payé.